# Экологический туризм

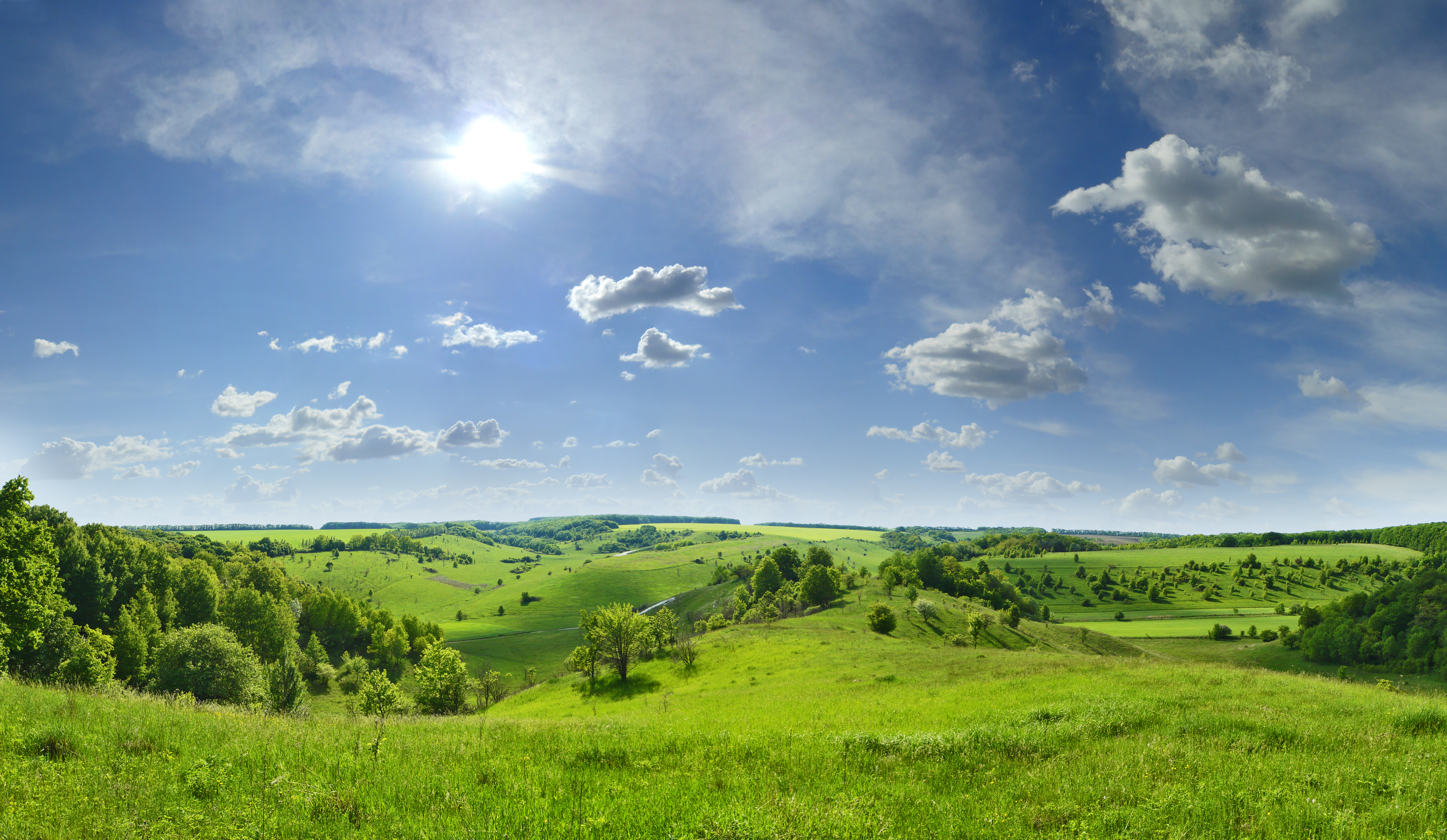
Балка Каменный Лог — одна из самых интересных балок юга среднерусской возвышенности с точки зрения биоразнообразия

Экологи́ческий тури́зм (экотуризм, зелёный туризм) — форма устойчивого туризма, сфокусированная на посещении относительно незатронутых антропогенным воздействием природных территорий.

## Понятие экотуризма
Термин «экотуризм» на Западе был официально использован на одной из конференций мексиканским экологом Эктором Себальосом-Ласкурайном (исп. Hector Ceballos-Lascurain) в первой половине 1980-х годов.
Он отражал идею гармонии между рекреацией и экологией и приобрёл большую популярность. Одним из вариантов этого определения является экотуризм как активная форма рекреации, основанная на рациональном использовании природных благ. Он предполагает отказ от культа комфорта, массовых коммуникаций, доступности и потребления всё более многочисленных туристических благ (в отличие например от тур-реализма, который подразумевает погружение в природу и культуру с сохранением высокого уровня комфорта). А взамен прививает другую систему ценностей, которыми становятся созерцание природы, духовное обогащение от общения с ней, сопричастность к охране природного наследия и поддержке традиционной культуры местных сообществ.
В России примерно в это же время он вошёл в оборот в ходе разработки и эксплуатации пешеходного маршрута «Кругобайкальская железная дорога» Бюро международного молодёжного туризма «Спутник» Иркутского обкома ВЛКСМ (эволюция термина: «экологический маршрут» — «экотуры по КБЖД» и, наконец, «экотуризм на Байкале»).

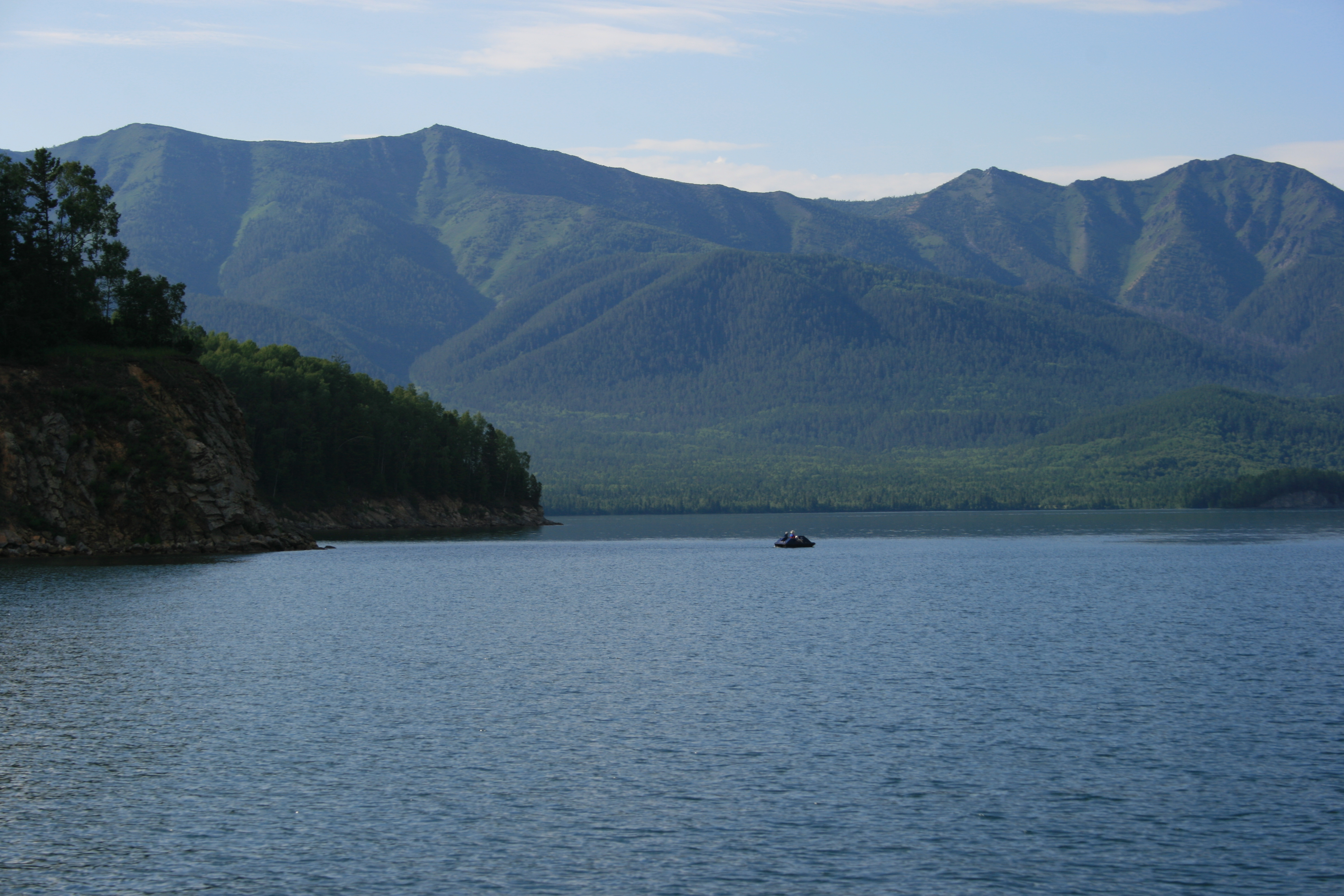
Первозданная природа Байкала. Бухта Змеиная в Чивыркуйском заливе (Бурятия)

В профессиональной (а также в академической) среде существует несколько идеалистических определений экотуризма, схожих по смыслу:
- «Экологический туризм или экотуризм — путешествие с ответственностью перед окружающей средой по отношению к ненарушенным природным территориям с целью изучения и наслаждения природой и культурными достопримечательностями, которое содействует охране природы, оказывает „мягкое“ воздействие на окружающую среду, обеспечивает активное социально-экономическое участие местных жителей и получение ими преимуществ от этой деятельности». Международный союз охраны природы.
- «Экотуризм — туризм, включающий путешествия в места с относительно нетронутой природой, с целью получить представление о природных и культурно-этнографических особенностях данной местности, который не нарушает при этом целостности экосистем и создаёт такие экономические условия, при которых охрана природы и природных ресурсов становится выгодной для местного населения». Всемирный фонд дикой природы.

На основании определений выделяются отличительные особенности экотуризма, сформулированных как набор принципов.

Отличительные особенности экотуризма состоят в том, что он может предотвращать негативное воздействие на природу и побуждать туроператоров и туристов содействовать охране природы и социально-экономическому развитию.
За четверть века специалисты так и не пришли к единому мнению — что такое экологический туризм, называя одно и то же явление то экотуризмом, то природным, то зелёным, то мягким и т. д., и даже относя его порой к одному из проявлений adventure travel.
Но очевидно то, что «экологическим» его делают не помыслы и пожелания туроператоров, и даже самих туристов, а то, что используя в своих целях природу, они так или иначе воздействуют на неё, на экологическое состояние тех мест, где и реализуется данный турпродукт.
Экотуризм — это единственное направление в индустрии туризма, кровно заинтересованное в сохранении своего главного ресурса — естественной природной среды или её отдельных компонентов (памятников природы, определённых видов животных или растений и т. д.). Когда в процесс экотуризма вовлечено местное население, оно также становится заинтересованным в использовании этих ресурсов на основе хозяйствования, а не изъятия.

## Основные принципы экотуризма
- Путешествия в природу, причём главное содержание таких путешествий — знакомство с живой природой, с местными обычаями и культурой.
- "Не оставляй следов"[5] — сведе́ние к минимуму негативных последствий экологического и социально-культурного характера, поддержание экологической устойчивости среды.
- Содействие охране природы и местной социокультурной среды.
- Экологическое образование и просвещение.
- Участие местных жителей и получение ими доходов от туристической деятельности, что создаёт для них экономические стимулы к охране природы.
- Экономическая эффективность и вклад в устойчивое развитие посещаемых регионов.

## География экотуризма
Среди принимающих стран лидируют Лаос, Кения, Танзания, Эквадор, Коста-Рика, Непал, Австралия, Новая Зеландия и ЮАР. В развитых странах Европы и США экотуристы часто путешествуют по своим странам (национальные парки).
Экотуризм — один из самых быстроразвивающихся секторов мировой экономики, рост экотуризма в мире, по оценкам экспертов, — 20—30 % в год. До пандемии 2020 года отрасль приносила до 1 млрд долл. в день; порядка трети всех туристов в мире – экотуристы.

### Армения
На территории бывшего СССР экологический туризм был сильно развит[когда?] в Армении. 
Основными местами экологического туризма являлись Джермук, Цахкадзор, Дилижан.

### Китай
В Китае находится множество объектов экотуризма. Одно из самых больших в мире количество лесных заповедных зон и лесопарков: 1658 лесопарков и 1757 лесных заповедных зон. Шесть лесопарков и заповедных зон включены ЮНЕСКО в реестр объектов мирового наследия.
В провинции Хэйлунцзян находится геологический парк мирового значения с природной зоной «Первобытный кратерный лес». На юге провинции Цинхай расположена охраняемая природная территория Санцзянюянь, основанная в 2000 году. Отсюда берут начало три реки: Хуанхэ, Ланканг и Чанг; на территории заповедника около 1000 видов растений, обитает 74 вида животных, 174 вида птиц, 48 видов рептилий, амфибий и рыб. 
Заповедник «Озеро Ханка» или «Синкай-ху» расположен на востоке провинции Хэйлунцзян на границе с Россией. Одна треть его площади принадлежит Китаю, южная часть — России. Площадь озера 4380 км². 
В провинциях Шэньси и Ганьсу находится часть территории национального парка «Три пляжа», остальная его часть лежит в центральной провинции Сычуань.

### Россия
Особо охраняемые природные территории (ООПТ) относятся к объектам общенационального достояния. На сегодняшний день в российскую систему ООПТ федерального значения входит свыше 240 особо охраняемых природных территорий. В настоящее время наиболее популярные парки Сочинский, Лосиный Остров, Куршская коса, Прибайкальский, Русская Арктика, а также Кавказский и Байкало-Ленский заповедник.

### Узбекистан
После высыхания Аральского моря территория Республики Каракалпакстан, Муйнакский район стал также местом посещения туристов. Недалеко от моря также расположена низменность Плато Устюрт, озеро Судочье, куда прилетают и где гнездятся редкие птицы фламинго и пеликан. В низовьях Амударьи, на территории Берунийского и Амударьинского районов, на правом берегу реки находится Нижне-Амударьинский биосферный резерват Архивная копия от 21 июня 2019 на Wayback Machine, являющийся охраняемой природной территорией, включающей в себя наземные и водные экологические системы, предназначенные для обеспечения сохранности биологического разнообразия тугайных лесов дельты Амударьи. В настоящее время резерват является хранителем самой большой в мире популяции бухарского оленя.